# Bartholomäus von Cremona
Bartholomäus von Cremona (ital.: Bartolomeo da Cremona) war ein italienischer Franziskaner und Mongoleireisender.
Als Übersetzer des Griechischen hat Bartholomäus schon an der päpstlichen Gesandtschaft seines Ordensbruders Johannes von Parma an den Hof des byzantinischen Kaisers Johannes III. Vatatzes zu Nymphaion teilgenommen. Die Reise hat im April 1249 in Lyon begonnen, wo der päpstliche Hof seit 1244 residierte, wohin die Gesandtschaft fast auf den Tag genau im Jahr darauf auch wieder zurückgekehrt ist.
Ab dem Mai 1253 war Bartholomäus der beigestellte Reisebegleiter Wilhelms von Rubruk auf dessen Missionsreise zu den Mongolen. Die Reise wurde in Konstantinopel aufgenommen, wo er offenbar erst zu Rubruk und dem mitreisenden Kleriker Gosset gestoßen ist. Im Lager des Batu Khan an der Wolga, sollte er auf Weisung des Herrschers der Goldenen Horde zusammen mit Gosset wieder an den Don zum Lager des Sartaq zurückkehren, wogegen er erfolgreich protestierte. So konnte er doch noch mit Rubruk bis zum Großkhan Möngke weiterreisen. Aber weil er offenbar körperlich nicht so fest konstituiert wie Rubruk war, hat sich für Bartholomäus diese Reise durch das kalte und unwirtliche Steppenland als äußerst strapaziös erwiesen. Als sie im Dezember 1253 das Jurtenlager der Großkhans in der Äußeren Mongolei erreicht hatten, war er bereits schwer erkrankt.
Hier wäre er beinahe von dem obersten Sekretär und Richter Bulgai zum Tode verurteilt und enthauptet worden, weil er nach einer Audienz vor dem Khan beim Verlassen von dessen Jurte deren Schwelle berührt hat. Aber weil er von seiner Krankheit geschwächt und außerdem von einem unzuverlässigen Dolmetscher schlecht belehrt worden war, hat der Richter Gnade vor Recht ergehen lassen. Allerdings durfte Bartholomäus von da an nicht mehr an einer Audienz beim Herrscher teilnehmen wie auch dessen Jurte und Palast zu Karakorum nicht mehr betreten, wo sie Anfang April 1254 eingezogen waren.
Als der Großkhan im Juli 1254 die Rückreise der Missionare anordnete, hat Bartholomäus bei diesem um ein verlängertes Bleiberecht gebeten, da er mittlerweile so geschwächt war, dass er um sein Überleben fürchtete. Der Khan gewährte ihm den weiteren Verbleib in Karakorum in der Obhut des Meisterschmieds Wilhelm Boucher, während Rubruk die Rückreise an den Hof Ludwigs IX. von Frankreich angetreten hat. Weil von Bartholomäus danach keine Nachricht mehr überliefert ist, ist sein Tod in Karakorum anzunehmen.

## Quelle
- Wilhelm von Rubruk: Itinerarium ad partes orientales, hrsg. von Francisque Michel, Theodor Wright, Voyage en orient du frère Guillaume de Rubruk, de l’ordre des frères mineurs, l’an de grace M. CC. LIII., in: Recueil de voyages et de mémoires publié par la société de géographie, Bd. 4 (1839), S. 205–396.